# Comunità Gesù Risorto
La Comunità Gesù Risorto è una Associazione Internazionale di Fedeli del Rinnovamento Carismatico Cattolico. Nasce a Roma nel maggio del 1987.

## Storia
Nel 1972 a Roma nasce "Gruppo Emanuele", gruppo di preghiera carismatica, ad opera di padre Gaudet O.M.I.  e dei coniugi Alfredo Ancillotti e Jacqueline Dupuy. Il gruppo raccoglieva i cattolici di lingua italiana che avevano partecipato agli incontri del gruppo "Hosanna", fondato sempre a Roma nel 1971 da p. Gaudet, ma che raccoglieva cattolici francofoni.
Nel 1973 gli Ancillotti decidono di fondare il "Gruppo Maria". I due coniugi, infatti, non condividevano l'opportunità di aprire il gruppo anche agli appartenenti ad altre confessioni cristiane. Ben presto il gruppo cominciò a riunirsi nella chiesa di Sant'Ignazio a Roma, gestita dai padri gesuiti. Per incomprensioni con i gesuiti i coniugi Ancillotti, nel 1976, abbandonarono il gruppo e fondarono la "Comunità Maria", che tenne il suo primo congresso nazionale a Napoli nel settembre del 1977.
Nel 1987 i coniugi Ancillotti, insieme ai diaconi Paolo Serafini e Giampaolo Mollo con le rispettive mogli, Carmencita Leonardi e Anna Liberace, decisero di lasciare la "Comunità Maria", per dar vita alla "Comunità Gesù Risorto". La divisione era scaturita dalle divergenze tra le tre coppie di coniugi e alcuni padri passionisti, circa il ruolo dei laici all'interno della Comunità.
Il nome della nuova Comunità venne scelto durante uno dei primi incontri dei circa trenta responsabili della nuova Comunità, nei locali della parrocchia dell'"Assunzione di Maria. SS.", nel quartiere Tuscolano della città di Roma nel giugno 1987.
La Comunità è presente in molte diocesi italiane, 3 diocesi in Stati Uniti d'America, 2 diocesi in  Colombia, Croazia e Spagna, mentre è presente solo in una diocesi in Germania, Gran Bretagna, Bolivia, Cile, Perù, Messico, Porto Rico, Argentina e Francia.